# Georg Adler
Georg Adler, född 28 maj 1863 i Posen, död 15 september 1908 i Berlin, var en tysk nationalekonom.
Adler blev professor i Freiburg im Breisgau 1890, i Basel 1893 och slutligen e.o. professor i statsvetenskap i Kiel 1900. Han sysselsatte sig främst med socialpolitiska frågor, framför allt problem angående arbetarskydd och arbetslöshet. Till hans mera udda arbeten hör en studie över illusionens betydelse för socialpolitiken. Hans mest kända arbete är Die Geschichte des Sozialismus und Kommunismus (band I, 1899), vilket dock aldrig fortsattes.